# Notomulciber sexlineatus
Notomulciber sexlineatus là một loài bọ cánh cứng trong họ Cerambycidae.